# Saint-Aubin-Château-Neuf
Saint-Aubin-Château-Neuf foi uma comuna francesa na região administrativa de Borgonha-Franco-Condado, no departamento de Yonne. Estendia-se por uma área de 25,56 km². Em 2010 a comuna tinha 567 habitantes (densidade: 22,2 hab./km²).
Em 1 de janeiro de 2016, passou a formar parte da nova comuna de Le Val d'Ocre.